# Костенуркова жаба
Костенурковите жаби (Myobatrachus gouldii) са вид земноводни от семейство Австралийски жаби (Myobatrachidae), единствен представител на род Myobatrachus.
Срещат се в югозападната част на Австралия.
Таксонът е описан за пръв път от британския зоолог и филателист Джон Едуард Грей през 1841 година.